# 梯氏丽管螺
梯氏丽管螺（学名：Formosana timalthea），是柄眼目烟管蜗牛科台湾烟管蜗牛属的一种。主要分布于中国大陆，常栖息在阴暗潮湿和多腐殖质的环境。